# NGC 96
NGC 96 je galaksija u zviježđu Andromeda.

## Vanjske poveznice
- SEDS: NGC 0096